# New Milford (Connecticut)
New Milford ist eine Stadt im US-Bundesstaat Connecticut, Vereinigte Staaten, mit 28.400 Einwohnern (Stand: 2004) und Sitz der County-Verwaltung.

## Geografie

### Geografische Lage
Der Ort liegt am nordwestlichen Ufer des Candlewood Lake. Durch das Weichbild der Stadt führen drei Flüsse: der Aspetuck River, der Still River und der Housatonic River.

### Nachbargemeinden
Die Nachbargemeinden New Milfords sind Northville im Norden (4 km), Roxbury im Osten (6 km), Lanesville im Süden (3 km) und Sherman im Westen (5 km). Die nächstgrößeren Orte sind Danbury im Süden (etwa 15 km Luftlinie entfernt) und Waterbury im Osten (ca. 18 km entfernt).

### Stadtgliederung
Der Ort besteht aus 10 Stadtteilen, die größtenteils ursprünglich selbständige Gemeinden waren: Boardman Bridge, Gaylordsville, Lower Merryall, Merwinsville, New Milford Center, Northville, Park Lane, Still River, Upper Merryall und Lanesville.

## Geschichte
Die erste Besiedlung des Ortes fand 1707 statt; bereits am 17. Dezember 1711 wurde der Ort als Niederlassung von 12 Familien mit insgesamt 70 Personen offiziell als Ortschaft registriert.
Die erste Eisenbahnlinie Connecticuts, die 1840 eröffnet wurde, verband New Milford mit Bridgeport. Sie hatte die Aufgabe, die Landwirtschaft und die Verwertung der Mineralienvorkommen der Region zu erschließen. Die Verbindung ist noch heute als reine Frachtlinie aktiv.

## Wirtschaft und Infrastruktur

### Verkehr
Die Stadt ist durch den U.S. Highway 7 an den Interstate 84 angebunden. Diese Anbindung wurde 2007 vierspurig ausgebaut. Zusätzlich führt der U.S. Route 202, der parallel zur Küste verläuft, durch den Ort.  Die Housatonic Area Regional Transit unterhält mehrere feste Buslinien ins Umland. Außerdem gibt es über den Danbury Branch der Metro-North Railroad eine Bahnanbindung an die Küste.

## Persönlichkeiten

### Söhne und Töchter der Stadt
- Elijah Boardman (1760–1823), Politiker und Senator der Vereinigten Staaten

### Persönlichkeiten, die vor Ort gewirkt haben
- Roger Sherman (1721–1793), Mitunterzeichner der amerikanischen Unabhängigkeitserklärung
- Karl Borromäus Frank (1893–1969), Publizist, Politiker und Psychoanalytiker
- Warren Weaver (1894–1978), Mathematiker und Informatiker
- Malcolm Cowley (1898–1989), Schriftsteller
- Heinz Pol (1901–1972), deutscher Schriftsteller und Filmkritiker
- Skitch Henderson (1918–2005), Pianist und Dirigent
- Henry Kissinger (1923–2023), deutsch-US-amerikanischer Politikwissenschaftler und ehemaliger Politiker, unter anderem Außenminister der USA